# Nagelablösung
Als Nagelablösung, Onycholyse oder Onycholysis (von altgriechisch ὄνυξ onyx, deutsch ‚Nagel‘, und altgriechisch λύσις lysis, deutsch ‚Lösung, Auflösung‘) bezeichnet man den teilweisen oder vollständigen Verlust der Verbindung zwischen Nagelplatte und Nagelbett.

## Pathophysiologie
Beschrieben wird bei der Onychomykose eine subunguale Hyperkeratose mit Ablösung und dann mit krümeligem Zerfall der Nagelplatte.

### Partielle Nagelablösung (Onycholysis)

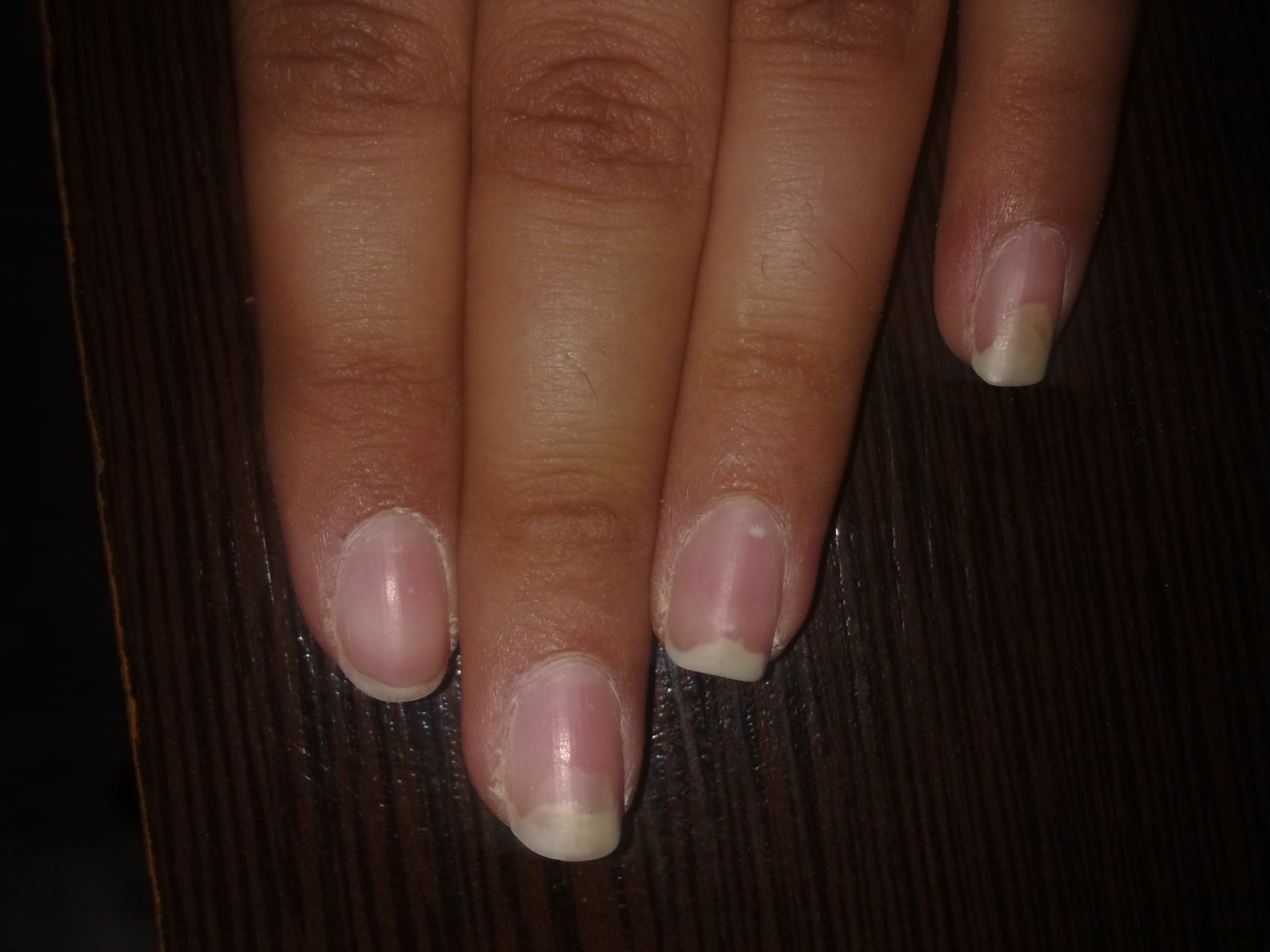
Leichte Form der Onycholysis an den Nägeln einer 21-jährigen Frau

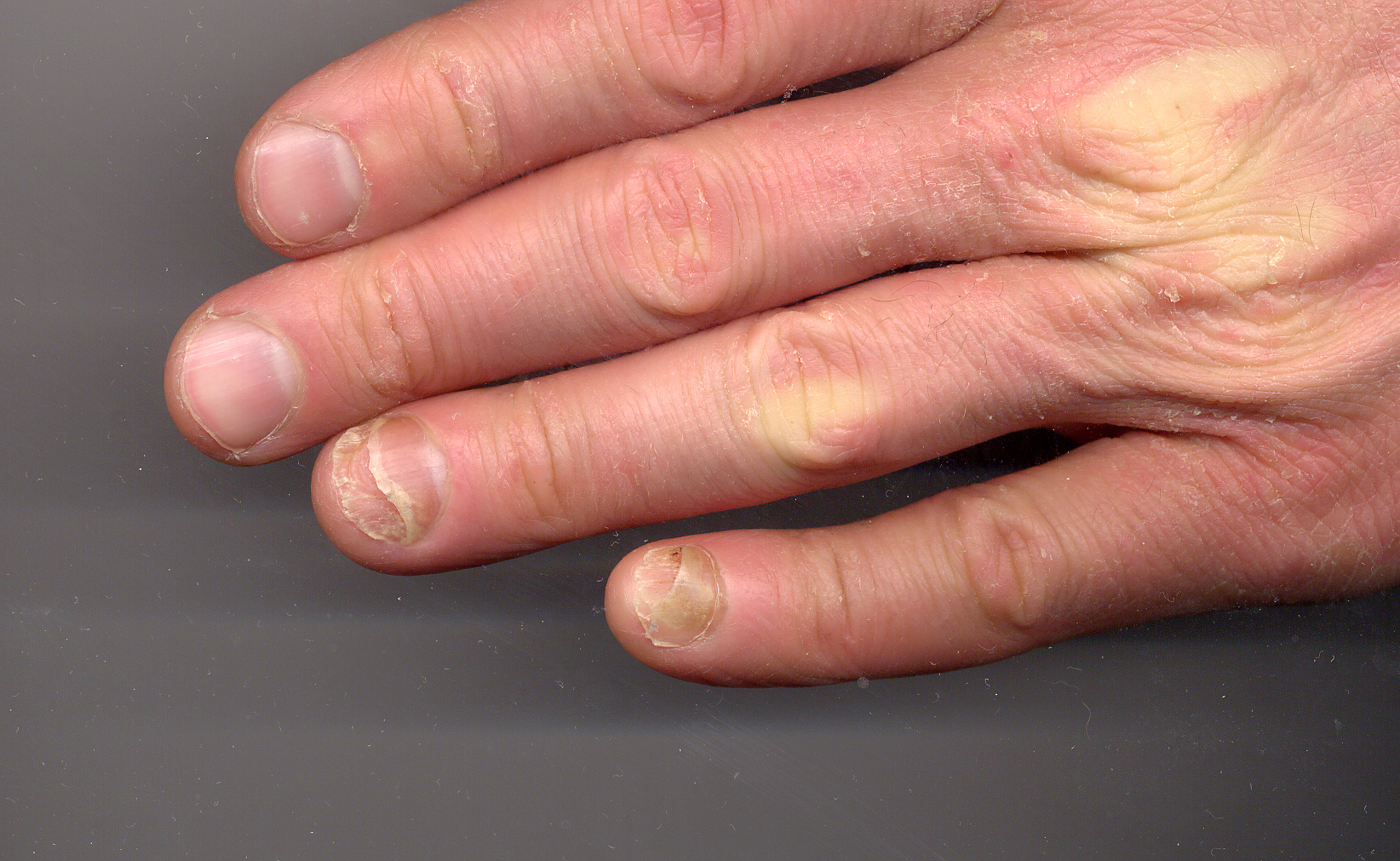
Onycholysis am kleinen und am Ringfinger eines 34-jährigen Mannes

Es bezeichnet eine Aufspaltung der Nagelplatte in Lamellen parallel zu ihrer Oberfläche. Es gibt zahlreiche Ursachen für eine teilweise Ablösung (Onycholysis partialis) der Finger- oder Zehennägel.
Am häufigsten sind Traumen wie Stöße oder Schläge, exzessive Maniküre und überlange angeklebte künstliche Nägel Auslöser einer Onycholyse.
In früherer Zeit war vor allem langes Waschen mit einem Waschbrett und mit langer Einwirkung von Wasser und Seife („Wäscherinnennagel“) häufig. Hierbei kommt es nach dem Vordringen von (alkalischer) Waschlauge unter die Nägel zur halbmondförmigen Onycholysis semilunaris, die durch Ablösung im Bereich des Nagelrands mit weißlicher Verfärbung des Nagels gekennzeichnet ist. In den Spaltraum zwischen Nagelplatte und Nagelbett dringen häufig Bakterien ein, und diese Nagelinfektionen führen zu einer weiteren Ablösung.
Traumen im Bereich der Nagelwurzel gehen häufig mit einem Bluterguss (subunguales Hämatom) und damit mit einer bläulichen Verfärbung einher.

#### Laterale Onycholysis
Bei der lateralen Onycholysis beginnt der Prozess in einem oder beiden seitlichen Nagelfalzen und kann sich von dort aus weiter ausbreiten. Ein paradigmatisches Beispiel für eine laterale Onycholysis ist das asymmetrische Gangnagelsyndrom (AGNUS), das durch wiederholte Gehtraumata an den Seiten des ersten oder dominanten Zehs aufgrund von ungleichmäßigen Plattfüßen, schlechter Schuhanpassung oder anatomischen Anomalien des Fußes wie Hallux valgus oder Hallux extensus entsteht. Der Befall kann ein- oder beidseitig sein und ist oft symmetrisch. Eine solitäre laterale Onycholysis kann das Erscheinungsbild eines Nageltumors sein. Der vom Tumorwachstum ausgeübte Druck verursacht eine laterale Onycholysis, die sich in Größe und Form verändern kann. Schmerzen und andere Symptome können vorhanden sein. Bei einer tumorbedingten lateralen Onycholysis kann der onycholytische Rand gezackt oder unregelmäßig sein und verschiedene Farben aufweisen.

#### Distale V-förmige Onycholysis
Die distale V-förmige Onycholysis ist durch eine dreieckige oder keilförmige Morphologie gekennzeichnet, wobei die V-Spitze zum proximalen Rand hinzeigt. Die Onycholysis kann zentral oder eher lateral lokalisiert sein. Gelegentlich kann am Nagelrand eine Kerbe in der Nagelplatte beobachtet werden. Eine distale V-förmige Onycholysis in einem einzelnen Nagel steht in der Regel mit einem Nageltumor in Verbindung. Der vom Tumor ausgeübte Druck kann zu einer gestörten Matrixfunktion führen, die eine Ausdünnung der Nagelplatte, longitudinale Erythronychien, Splitterblutungen und eine V-förmige Onycholysis verursacht. Ein gutes Beispiel hierfür ist das Onychopapillom, das sich manchmal nur als V-förmige Onycholysis präsentieren kann.

### Totale Nagelablösung (Onychomadese)

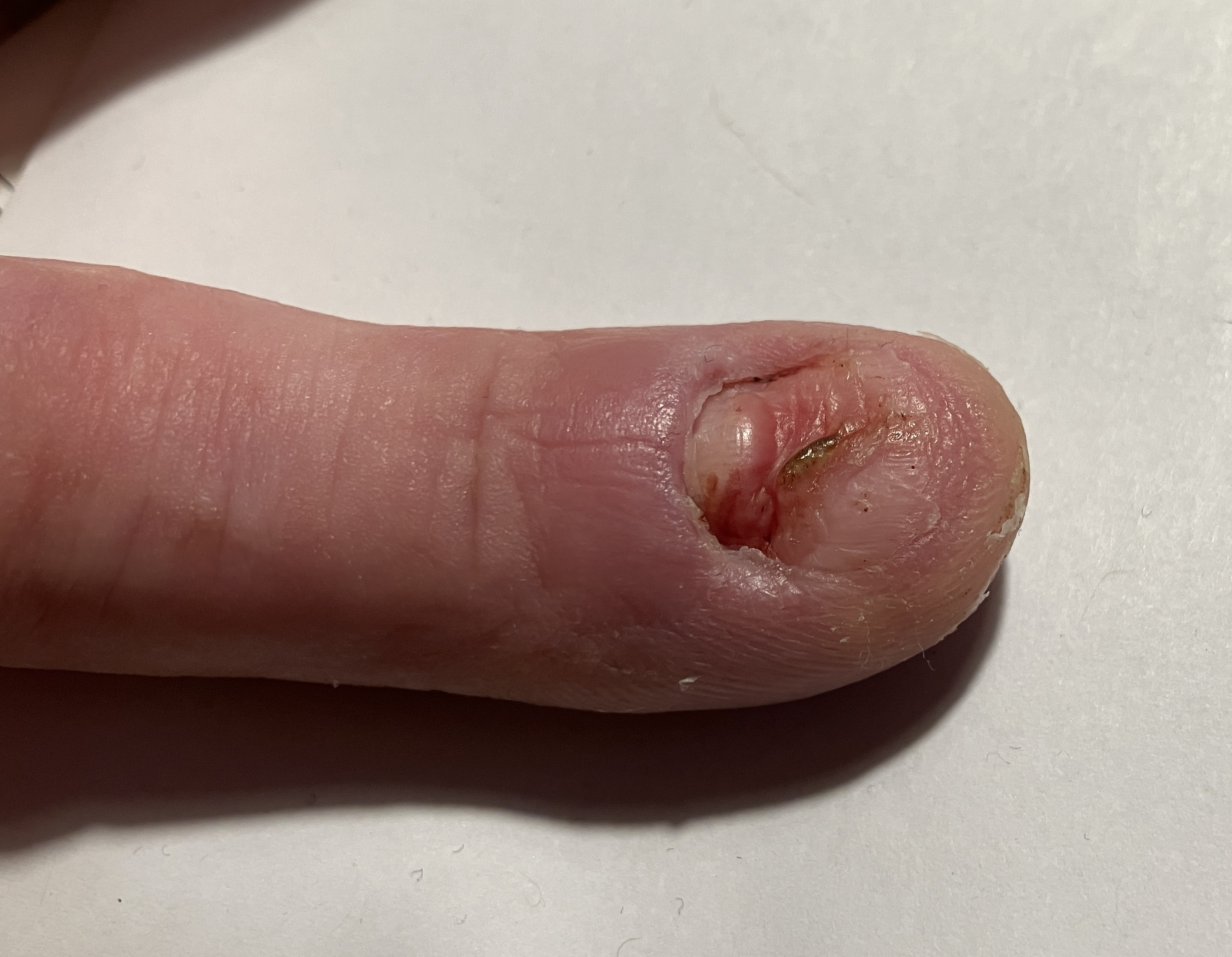
Nagelablösung (Onychomadese) nach Trauma

Die totale Nagelablösung (Onychomadese, Onycholysis totalis) geht meist von einer starken Schädigung der Nagelwurzel aus. Neben Traumen sind es Infektionskrankheiten wie Scharlach, Erythrodermien, Hand-Fuß-Mund-Krankheit, Morbus Lyell, Alopecia areata und Lichen ruber planus sowie auch phototoxische Reaktionen (Sonnenlicht bewirkt eine Photo-Onycholysis), beispielsweise bei einer Behandlung mit Tetrazyklinen. Auch können Carbamazepin, Lithium, Retinoide und Zytostatika (zum Beispiel auch Taxane) als unerwünschte Arzneimittelnebenwirkung eine totale Nagelablösung bewirken. Sehr selten ist eine Nagelablösung genetisch bedingt oder idiopathisch. Auch Durchblutungsstörungen oder Tumoren wie ein malignes Melanom sind mögliche Auslöser.

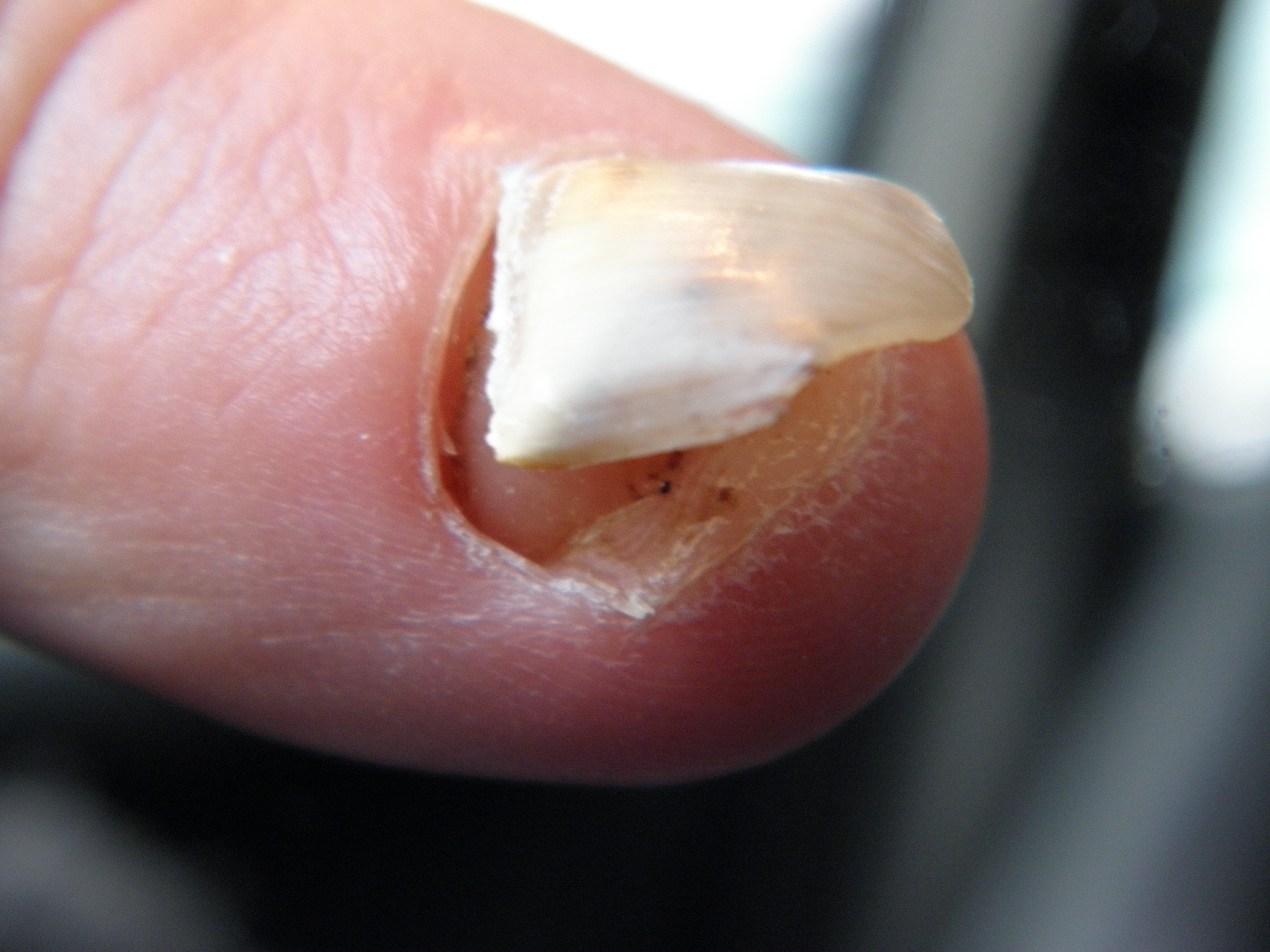
Vollständige Ablösung eines Nagels (Onychomadese)

Außerdem kann eine Reihe von Hauterkrankungen zu einer (meist teilweisen) Nagelablösung führen, beispielsweise die Onychomykose (Onycholysis semilunaris mycotica), die Schuppenflechte (Onycholysis psoriatica), die Hyperkeratosen und das atopische Ekzem. Auch Entzündungen des Nagelbetts (Paronychie) oder ein Nagelpilz können eine Onycholyse verursachen. Darüber hinaus können Reinigungsmittel sowie verschiedene Medikamente (Tetrazykline, Fluorochinolone, Retinoide, nichtsteroidale Antirheumatika) einschließlich zahlreicher Zytostatika zur Ablösung eines Nagels führen. In der Schwangerschaft kann ein Kalziummangel ursächlich sein.
In der Fachliteratur werden noch andere Medikamente als mögliche Auslöser einer Onycholysis genannt: Doxorubicin, 5-Fluorouracil, Practolol, Captopril, Cloxacillin, Cefaloridin, Trimethoprim und Sulfamethoxazol, Diflunisal, Etretinat, Indometacin, Isoniazid, Griseofulvin und Isotretinoin.

#### Ursachen
Mitunter wird nur die partielle Ablösung als Onycholysis bezeichnet, während man dann die totale Ablösung Onychomadesis nennt. Meistens haben beide verschiedene Ursachen. Bei der Onycholysis totalis sind oft alle zwanzig Nägel betroffen.

### Onychoptosis
Onychoptosis nennt man das Abfallen der Nägel.

### Onychophämia

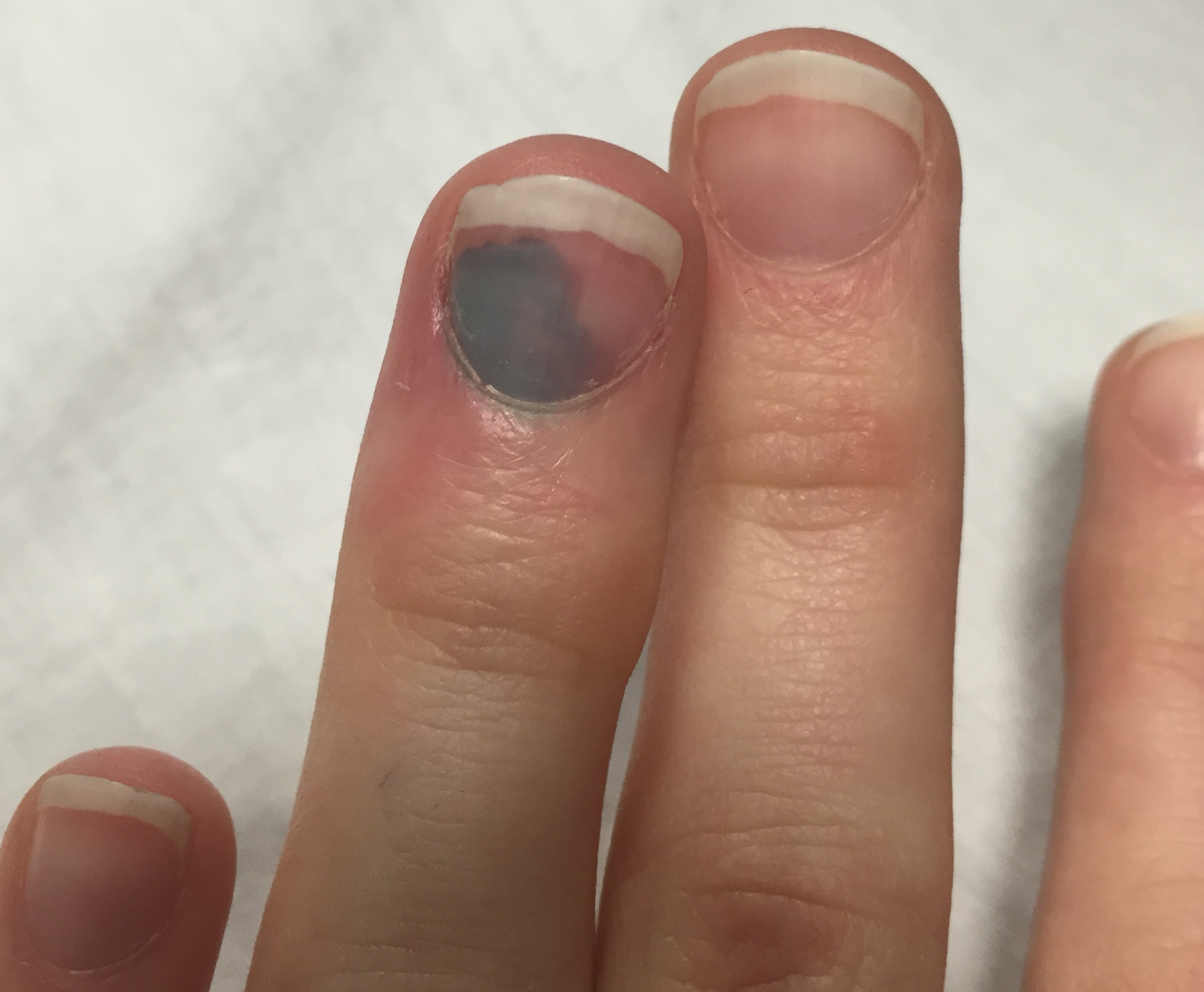
Subunguales Hämatom des linken Ringfingers (Onychophämia)

Eine Onychophämia ist die Blutunterlaufung eines Nagels.

### Onychoschisis
Die Onychoschisis ist die krankhafte Aufspaltung eine Nagelplatte vom freien Rand her in zwei horizontal übereinander liegende Hornlamellen. Die obere Schicht kann sich ablösen; es kommt zur Aufsplitterung von Schichten.

### Onychopapillom
Auch ein Onychopapillom, ein gutartiger Tumor der Nagelmatrix, kann eine Ursache für eine Nagelablösung sein.
Es handelt sich hierbei um einen sogenannten Nagelkanal oder Spaltnagel, also einen längs verlaufenden Riss in der Nagelplatte. Dieser erstreckt sich in der Regel von der Nagelhaut bis zum freien Nagelrand. Charakteristisch ist zudem eine Verfärbung der Nagelplatte an der betroffenen Stelle sowie die mögliche Ablösung vom Nagel. Im Jahr 2022 konnte ein belgisches Forscherteam nachweisen, dass in knapp der Hälfte der Fälle Tumoren die Ursache für eine Längsspaltung der Nägel waren. Dabei wiesen gutartige Tumoren mit rund zwei Dritteln eine höhere Prävalenz auf als bösartige. Die zweithäufigste Ursache stellen entzündliche Erkrankungen dar.
In der Regel handelt es sich bei Onychopapillom um ein isoliertes Phänomen, welches einen einzelnen Nagel betrifft. Ein Befall mehrerer Nägel mit Onychopapillom ist selten, kann jedoch ein Hinweis auf das Vorliegen eines BAP1-Tumorprädispositionssyndroms sein. Das sogenannte BAP1-Tumorprädispositionssyndrom betrifft ein Gen, das verhindert, dass die Zellen des Körpers schnell wachsen und sich zu Tumoren entwickeln. Bei Betroffenen besteht insbesondere ein erhöhtes Risiko für multiple Spitz-Tumore, Augen- und Hautmelanome, Nierenkarzinome sowie Mesotheliome. In seltenen Fällen kann ein bösartiges Onychopapillom mit einer Histologie des Morbus Bowen auftreten.
Ebenso wird angenommen, dass ein Nagelkanal durch Verletzungen, etwa Schläge oder Quetschungen des Nagels, entstehen kann. Im Alter können trockene Nägel Längsrillen bilden, die potenziell reißen können.

## Onychophagie
Als Nägelreißen, Nägelbeißen, Onychophagie oder Onychotillomanie bezeichnet man (auch in der Tiermedizin) das dem Nägelkauen (Nagelkauen, Fingernagelkauen) verwandte unwillkürliche krankhafte Abreißen oder Einreißen von Nägeln und ähnliche Praktiken zum Beispiel als Zwangshandlung bei Neurosen.

## Chirurgische Nagelablösung
Eine Nagelextraktion, Nagelexzision, Nagelentfernung, Onychektomie oder chirurgische Nagelablösung wird bei traumatischer oder infektiöser Läsion der Nagelregion durchgeführt. Nach einer Leitungsanästhesie erfolgen dabei mit einer anatomischen Pinzette zuerst eine Nagelunterfahrung und dann seitliche Walkbewegungen.

## Geschichte
„Früher glaubte man eine Heilung nur durch Ausreißen des Nagels herbeiführen zu können; jetzt schneidet man den Nagel an der kranken Stelle schmaler und behandelt dann das in seiner ganzen Ausdehnung bloßgelegte Geschwür wie ein gewöhnliches.“
Guillaume Dupuytren (1777–1835) hat als einer der ersten Ärzte routinemäßige Nagelextraktionen durchgeführt. Oft kam es danach zu einer Onychie.